# Patrick Burgener
Patrick Burgener (Visp, 1º giugno 1994) è uno snowboarder svizzero.

## Biografia
Patrick Burgener ha debuttato in Coppa del Mondo il 31 ottobre 2008 a Saas-Fee, in Svizzera, e nel gennaio 2010 ha ottenuto il suo primo podio con il secondo posto nell'halfpipe a Kreischberg.
In carriera ha partecipato a una edizione delle Olimpiadi, 5º nell'halfpipe a Pyeongchang 2018, e a quattro Campionati mondiali vincendo il bronzo nell'halfpipe a Sierra Nevada 2017 e a Park City 2019.

## Palmarès

### Mondiali
- 2 medaglie:
  - 2 bronzi (halfpipe a Sierra Nevada 2017; halfpipe a Park City 2019)

### Coppa del Mondo
- Miglior piazzamento nella Coppa del Mondo generale di freestyle: 10º nel 2019
- Miglior piazzamento nella Coppa del Mondo di halfpipe: 4º nel 2010 e nel 2019
- Miglior piazzamento nella Coppa del Mondo di big air: 3º nel 2013
- 9 podi:
  - 1 vittoria
  - 2 secondi posti
  - 6 terzi posti

#### Coppa del Mondo - vittorie
| Data             | Luogo           | Paese       | Disciplina |
| ---------------- | --------------- | ----------- | ---------- |
| 16 dicembre 2016 | Copper Mountain | Stati Uniti | HP         |

Legenda:

HP = Halfpipe